# Gotard de Hildesheim

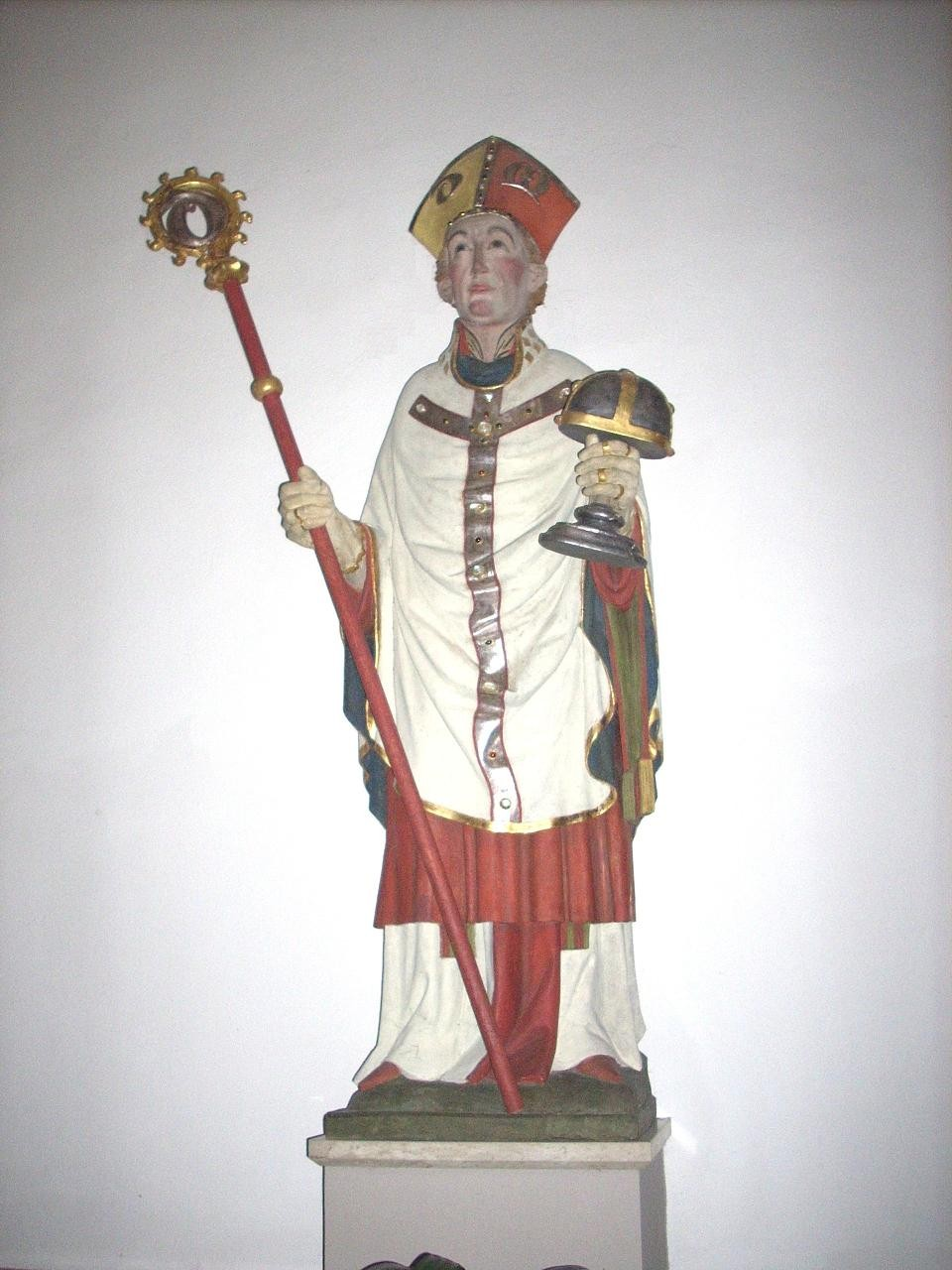
Estàtua de Sant Gotard a Hildesheim.

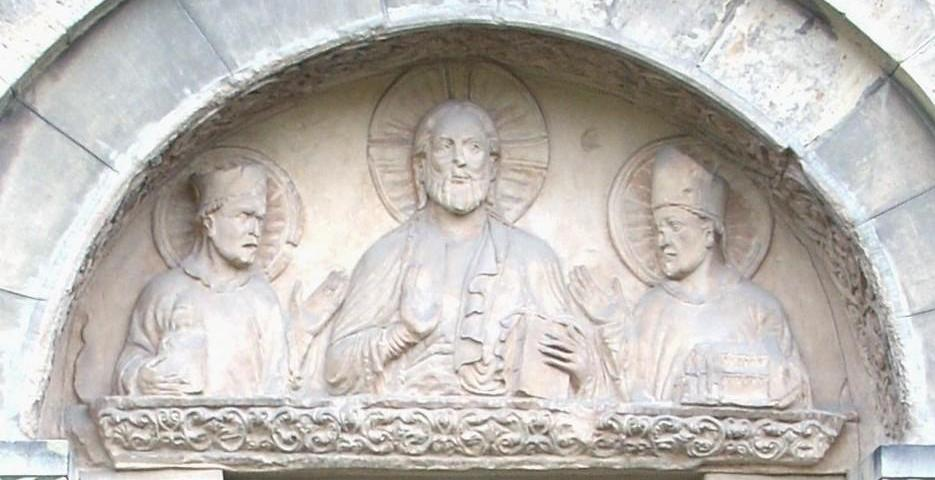
Timpà representant Crist, Sant Gotard i Sant Epifani de Pàvia a la basílica de Sant Godehard, a Hildesheim.

Gotard de Hildesheim (c. 960, Reichersdorf, Baixa Baviera - 5 de maig de 1038, Hildesheim) fou bisbe de Hildesheim. És venerat com a sant per diverses confessions cristianes.

## Vida
El seu pare era Ratmund, vassall dels monjos de l'abadia de Niederaltaich. Gotard s'educà en aquesta abadia, i estudià humanitats i teologia sota la guia del mestre Uodalgisus. Després fou servent a la cort de l'arquebisbe de Salzburg, on treballà com a administrador. Després de viatjar per diversos països com a monjo rodamón, Gotard completà els estudis com servent de Liutfrid a l'escola de la catedral de Passau.
Quan Enric II de Baviera decidí transformar la casa capitular de Niederaltaich en un monestir benedictí, Gotard s'hi quedà com novici, i el 900 es convertí en monjo, sota l'abat Ercanbert. El 993 fou ordenat sacerdot i després arribà a ser prior i rector de l'escola de novicis. El 996 fou escollit abat i introduí al seu monestir les reformes de Cluny.
Ajudà a reviure la regla de Sant Benet, que després li proveí abats per a les abadies de Tegernsee, Hersfeld i Kremsmünster per restaurar l'observança benedictina, sota el patronatge de l'emperador Enric II.
El 22 de desembre de 1022, Aribus, arquebisbe de Magúncia, el nomenà bisbe de Hildesheim. Aconseguí fons per construir unes trenta capelles al seu bisbat, i després d'una breu malaltia, morí el 5 de maig de 1038.

## Veneració
Els successors de Gotard al bisbat de Hildesheim, Bertold, bisbe entre el 1119 i el 1130, i Bernard II, bisbe entre el 1130 i el 1153, impulsaren la seva ràpida canonització. S'aconseguí el 1131, durant el primer any del bisbat de Bernard II, i prengué lloc en un sínode de bisbes a Reims. Allà el papa Innocenci II, en la presència de Bernard II i de Norbert de Xanten, oficialment el nomenaren sant.
El 4 de maig de 1132 el bisbe Bernard II traslladà les restes de Gotard des de l'església de l'abadia fins a la catedral de Hildesheim. El 5 de maig es realitzà la primera festivitat litúrgica en honor de Sant Gotard. Els seus atributs foren el drac (que representava el dimoni) i la maqueta d'una capella.
Immediatament es començaren a atribuir tota mena de miracles gràcies a les seves relíquies. La seva veneració s'estengué ràpidament per Escandinàvia, Suïssa i l'Europa Oriental.
Se'l considera el patró dels venedors viatjants i se l'invoca per guarir la febre, la hidropesia i la gota, per guarir nens que tenen tota classe de malalties infantils i alleujar els dolors del part. També se l'invoca contra la calamarsa. y los peligros en el mar